# رولف وولفشول
رولف وولفشول (بالألمانية: Rolf Wolfshohl)‏ مواليد 27 ديسمبر 1938 ، هو دراج ألماني سابق.

## سباقات أو مراحل فاز بها
- طواف فرنسا
- طواف إسبانيا

## روابط خارجية
- رولف وولفشول على موقع أرشيف الدراجات (الإنجليزية)
- رولف وولفشول على موقع إحصائيات الدراجات الإحترافية (الإنجليزية)
- رولف وولفشول على موقع CycleBase (الإنجليزية)